# Angolaglasögonfågel
Angolaglasögonfågel (Zosterops kasaicus) är en fågel i familjen glasögonfåglar inom ordningen tättingar.

## Utbredning och systematik
Angolaglasögonfågeln delas in i tre underarter med följande utbredning:
- Zosterops kasaicus kasaicus – förekommer från centrala Demokratiska republiken Kongo till norra och centrala Angola
- Zosterops kasaicus heinrichi – förekommer från centrala Demokratiska republiken Kongo till nordöstra Angola
- Zosterops kasaicus quanzae – förekommer i nordvästra Angola

Fågeln förekommer i Afrika från sydöstra Nigeria till sydvästra Centralafrikanska republiken och norra Gabon samt på ön Bioko. Tidigare kategoriserades den som en del av Zosterops senegalensis, men urskildes som egen art 2024 baserat på genetiska skillnader.

## Status
IUCN erkänner den inte som art, varför dess hotstatus inte bedömts.